# 夜嵐おきぬ
原田 きぬ（はらだ きぬ、生年不詳、弘化元年（1844年）説 - 明治5年2月20日（1872年3月28日））は、幕末から明治初期に実在した女性死刑囚（毒殺犯）。
彼女をベースとして生まれた新聞錦絵等における登場人物及び後年製作された映画作品のタイトルが『夜嵐おきぬ』である。
原田きぬ本人については処刑の時に発行された『東京日日新聞』が資料としてあるが、正確な資料は少ない。夜嵐おきぬの物語は現実の原田きぬのそれというよりは、それに脚色を加えたフィクションである。木下直之は夜嵐おきぬの物語について「物語も画像も必ずしもキヌの事件に必ずしも内在する必要はなく、戯作者と絵師の判断に委ねられる」と述べている。
夜嵐の異名は、お絹が処刑の際に詠んだとされる辞世「夜嵐のさめて跡なし花の夢」からきている。

## ストーリー
1844年あるいは弘化年間前後の時代に、三浦半島城ヶ島の漁師・佐次郎の娘として生まれた。彼女は16歳のときに両親と死別し、伯父に引き取られ江戸に出て芸妓になることになり「時尾張屋｣において「鎌倉小春｣と名乗りその美貌から江戸中の評判を取る。
そのとき、大久保佐渡守（下野国那須郡烏山藩三万石城主）に見初められ、黒沢玄達（日本橋の医者）を仮親とし、大久保家の御部屋様（側室）となり、名を花代と改めた。安政4年（1857年）、世継ぎの春若を生んだが、その7年後に佐渡守が44歳で死去した。
花代は当時の慣例に従って仏門に入りることになり、名を「真月院｣と改め、亡き夫の冥福を祈る生活に入ったが、これは半ば強制されたもので、真の信仰心から入ったのではなかったので、そのような生活には馴染めず、やがて欝状態になり、勧める人があって箱根に転地療法に出かけることになった。
同所で「今業平｣の異名を持つ日本橋の呉服商紀伊国屋の伜、角太郎と出会うことになり、やがて二人は恋に落ちた。江戸に戻った後も二人の関係は続き、角太郎がきぬの元に通う生活が始まった。だが、そのような禁断の恋が許されるはずもなく、やがてその乱行不行跡が大久保家の知るところとなり、きぬは同家から追放された。その後、角太郎に縁談が持ち上がり、彼の足はおきぬから遠ざかっていった。
その後きぬは元の芸者の生活に戻ることになった。戊辰戦争時、旧幕府時御鷹匠であり、その後金貸し業を生業としていた東京府士族の小林金平が、明治2年おきぬを気に入り身請けした。そして彼は浅草の歌舞伎三座付近の猿若町に妾宅を設けおきぬを住まわすことにした。小林はきぬを溺愛し、彼女の求めるものなら何でも与えた。
彼女は歌舞伎役者の璃鶴（｢璃鶴」は三代目嵐璃珏の俳名、後の二代目市川権十郎）との役者買いにのめり込み、恋人との結婚を願い、障害となる旦那である小林金平を殺鼠剤で毒殺した。
逮捕、裁判にかけられたとき、彼女は妊娠しており、死刑判決を受けた後、出産まで刑の執行が延期され、小塚原刑場で処刑された。当時近代刑法が確立しておらず、断頭の後三日間梟首に処せられた。執行に際し残した辞世の句「夜嵐のさめて跡なし花の夢」から、きぬは「夜嵐おきぬ」と渾名で呼ばれるようになったと物語上はなっているが、実際のキヌは辞世を残してはいないという。不義密通に対する罪で璃鶴は懲役3年だった。
なお、蜂巣敦は大久保忠美がお絹を妾にしたが世継ぎが生まれたので捨てたところ、その放浪先で殺人事件を起こしたのだとこの事件の顛末を記述している。
原田キヌの墓は東京都墨田区東駒形3丁目21番地、赤門福巌寺にある。

## フィルモグラフィ
この事件は当時センセーションを巻き起こし「毒婦夜嵐おきぬ」事件として世に知られることになった。きぬの処刑後10年も経たぬうちに岡本起泉が『夜嵐阿衣花廼仇夢』（1878年 - 1880年）として小説化している。さらに後年、映画の主題となった。
- 『夜嵐おきぬ』　監督・主演不詳、日活向島撮影所、1913年
- 『夜嵐お絹』　監督山下秀一、主演松枝鶴子、帝国キネマ演芸芦屋撮影所、1927年
- 『夜嵐お絹』　監督渡辺新太郎、主演鈴木澄子、新興キネマ京都撮影所、1936年
- 『毒婦 夜嵐お絹と天人お玉』　監督並木鏡太郎、主演若杉嘉津子、新東宝、1957年